# 宗承
宗承（？年—？年），字世林，南阳郡安众人，東漢末期名士，後為曹魏官員。宗資之子。

## 生平
宗承少時有名氣，州里間有名望。袁術和何顒有仇怨，經常數落何顒，曾動怒想殺何顒，經宗承勸說後才放棄了殺何顒的想法。曹操亦曾欲與之結交，但被拒絕。後來曹操為司空時，再問宗承，但宗承仍然拒絕並回答曰：「松柏之志猶存。」，於是被疏遠，官職低微，與其德行不相配。但是曹丕兄弟每次登門拜訪，都是以晚輩的身分，特別在他的坐牀前行拜見禮。 
後在曹丕為太子時於東宮任職，與王昶為同事。但及其年老，更著重官位，不復其氣節，被時人所諷。官至直諫大夫，魏明帝時欲徵召為相，但以老固辭。